# Nadera Shalhoub-Kevorkian
Nadera Shalhoub-Kevorkian, en arabe : نادرة شلهوب كيفوركيان ou en hébreu : נדירה שלהוב-קיבורקיאן, est une chercheuse féministe dont les travaux portent sur les traumatismes, les crimes d'État et la criminologie, la surveillance, la violence de genre, le Droit et la société et les études sur le génocide. Née et élevée à Haïfa, en Israël, et résidant à Jérusalem, elle est une féministe palestinienne réputée. Elle est professeur et enseigne dans les départements de criminologie et de travail social de l'Université hébraïque de Jérusalem et à la Chaire mondiale de droit de l'Université Queen Mary de Londres.

## Carrière
Nadera Shalhoub-Kevorkian a grandi à Haïfa. Elle obtient une Master of Arts en 1989 et un Doctorat en philosophie (PhD) en 1994, tous les deux à l'Université hébraïque de Jérusalem.
Shalhoub-Kevorkian est professeure titulaire de la Chaire de Droit Lawrence D. Biele à l'Université hébraïque de Jérusalem (HUJI), et de la Chaire mondiale de Droit de l'Université Queen Mary de Londres.

## Guerre à Gaza depuis 2023
Le 12 mars 2024, Shalhoub-Kevorkian avait été suspendue de la Faculté de droit de la HUJI à la suite de ses propos sur le journal télévisé de la Quatorzième chaîne israélienne (Channel 14 News), dans lesquels elle accusait Israël de génocide à Gaza et mettait en doute les informations faisant état de violences sexuelles perpétrées par le Hamas le 7 octobre,. L'American Anthropological Association a décrit une lettre antérieure, envoyée par la HUJI en décembre 2023, comme une menace pour la liberté académique et a demandé à l'université de se rétracter. La philosophe et spécialiste des études de genre Judith Butler a écrit aux dirigeants de l'université pour soutenir Shalhoub-Kevorkian. Butler a fait valoir que l'université avait le droit d'être en désaccord avec Shalhoub-Kevorkian sur son point de vue selon lequel la guerre à Gaza sur Gaza constitue un génocide, mais que les dirigeants de l'université avaient « l'obligation, en tant que représentants d'une grande université de recherche, d'engager le débat et de permettre un débat éclairé [sur le sujet] et sans menaces ». Dans une lettre adressée à l'Université hébraïque, l'Association pour les droits civils en Israël a soutenu que les commentaires de Shalhoub-Kevorkian : « bien que controversés, sont protégés par le droit à la liberté d'expression, ce qui fait de sa suspension une violation intolérable de la liberté académique et des droits constitutionnels (les droits fondamentaux garantis par la constitution) ». Après que Shalhoub-Kevorkian soit revenue sur ses déclarations exprimant des doutes sur l'ampleur des agressions sexuelles perpétrées par le Hamas le 7 octobre, la HUJI est revenue sur sa suspension.
Le 18 avril 2024, Shalhoub-Kevorkian a été arrêtée pour des accusations liées à son travail universitaire, c'est la première fois où une ou un universitaire est ciblé pour ses propos en Israël. La police lui a confisqué des livres et des affiches à son domicile et l'a interrogée sur des publications universitaires antérieures. Shalhoub-Kevorkian a été fouillé à nu et détenue dans des conditions difficiles, sans accès à de la nourriture, de l'eau ou des médicaments, dans une cellule froide, sans vêtements ni couvertures adéquats. Elle a été libérée sous caution le lendemain après qu'il a été jugé qu'elle ne constituait pas une menace. Plus de 100 professeurs de l’Université hébraïque ont publié une lettre ouverte la soutenant et critiquant l’université pour ne pas avoir offert leur soutien, qualifiant l’arrestation d’acte politique contre la liberté d’expression. L'université a ensuite condamné cette arrestation, soulignant que dans un pays démocratique, il n'y a pas de place pour arrêter une personne pour ses propos, quel que soit leur caractère controversé. Plus de 250 universitaires de l’Université Queen Mary de Londres ont également signé une lettre de soutien à Shalhoub-Kevorkian et ont appelé l’université à la soutenir.

## Prix et distinctions
- 2020 Impact Award, International Network of Genocide Scholars (INoGS)[2]
- 2017 Prix Radzinowicz du meilleur article publié en 2016, The British Journal of Criminology[2]
- 2016 Prix Claire Goldberg Moses pour l'article le plus théoriquement innovant publié dans la révue Feminist Studies[2]
- 2015 Lauréate de la deuxième célébration annuelle de la Journée internationale de la femme de la Harvard Law School, organisée par la Harvard Women's Law Association et la Harvard Law and International Development Society[2]
- 2014 Prix Radzinowicz du meilleur article publié en 2014, The British Journal of Criminology[2]
- 2011 Prix international de bourses d'études pour travaux distingués dans le domaine du droit et de la société, Law and Society Association[2]
- 2008 Prix international des droits des femmes, Fondation Peter et Patricia Gruber[2]
- 2008 Golda Meir Fellowship, Université hébraïque de Jérusalem[2]
- 2000 Lettre de félicitations du Doyen pour l'excellence en enseignement, Université hébraïque de Jérusalem[2]
- 1999 Ellis and Alma Birk Scholars Prize, Université hébraïque de Jérusalem[2]
- 1998 Prix arabo-israélien pour les chercheurs pionniers, Le Comité des étudiants arabes pour l'enseignement supérieur[2]
- 1994  Lettre de félicitations du Doyen pour l'excellence en enseignement, Université hébraïque de Jérusalem[2]